# Джаз Мэй
Джаз Мэй (англ. Jazz May) — ежегодный международный фестиваль джазовой музыки, проводимый во второй половине мая в городе Пенза, Российской Федерации. Основным учредителем фестиваля с момента его основания является Пензенская государственная филармония.

## История
Весенний фестиваль джаза впервые состоялся в Пензе в 2011 году. С момента основания он носил международный характер — гостями из-за рубежа в первый год работы фестиваля были джазмены из Италии и Польши. Выступления проходили как в концертных залах, так и на открытых площадках. До его появления выступления джазовых исполнителей мирового уровня в Пензе проходили в рамках фестиваля «Джазовая провинция».
Инициатором проведения фестиваля джазовой музыки выступил Алексей Львов-Белов, руководитель Пензенской областной филармонии (с 2010 по 2013 г.) и ансамбля «Джаз-круиз» (с 2007 по 2014 г.). Первый фестиваль продлился четыре дня и был признан успешным, что позволило сделать его ежегодным в дальнейшем. В следующем, 2012 программа была расширена: перед зданием Пензенской областной филармонии была создана зона с живым газоном, а вокруг фестивальной площадки начали работать музыкальный арт-маркет и «город мастеров». В организации мероприятия принимали участие жители города.
Проект был выдвинут на соискание первой национальной премии в области событийного туризма «Russian Event Awards 2012». Премия фестивалю была присуждена в номинации «Лучший проект в области культуры». «Для меня проект «Jazz May» сразу стал фаворитом. Это пример совершеннейшей франшизы, которую можно смело брать и делать в любом регионе», — так оценила замысел организаторов фестиваля Алиса Гордеева, директор группы компаний «BrandHouse» (Ростов-на-Дону). («Пензенская правда», 18 ноября 2012).
С тех пор структура пензенского фестиваля усложняется. Особенностью последних лет стал открытый оргкомитет фестиваля. В центры творческой инициативы превратились группы в социальных сетях, в которых каждый участник может выставить на обсуждение собственный проект, поделиться своими идеями или предложить конкретную помощь в подготовке к событию. Банк идей дополняется фандрайзингом — коллективным сбором средств на их осуществление. Так, в 2014 году на базе портала Boomstarter.ru прошла акция по сбору средств на организацию фестивального пространства.
Изменился и формат фестиваля — концертные выступления дополняются джем-сейшнами, выставками джазовых фотографов, кинопоказами, художественными инсталляциями на улицах города.
В 2014 году главным организатором фестиваля выступил Олег Рубцов, принимавший активное участие в подготовке предыдущих фестивалей. Благодаря его инициативе фестиваль вышел на новый уровень развития. В оргкомитет фестиваля вернули прежние неравнодушные, а также влились новые творческие силы. В Пензе начало формироваться фестивальное движение. Концерты в рамках фестиваля прошли в новом здании Пензенской филармонии, киноконцертном зале «Пенза», а также на площади между ними. Для оформления открытой площадки был проведён фандрайзинговый проект.
«Jazz May» — это не только концерты за закрытыми дверями. «Сложная» музыка традиционно выходит в город, наполняет общественные пространства живым звуком, говорит с людьми на простом человеческом языке во время выступлений музыкантов в формате open air.
«Jazz May» творчески преобразует городское пространство — многим запомнились пять пианино на аллее Славы и зелёный газон, раскатанный на площади в центре города.
В рамках предфестивальной истории в 2014 году был реализован проект в итоге которого была разработана серия принтов «Джаз в городе!». Открытки с этим изображениями разлетелись по всей стране и отправились за рубеж прямо с фестивальной площадки «Jazz May» , благодаря Посткроссингу.
Кроме того, стали уже традиционными открытки иллюстратора Анны Завьяловой, которые она создаёт специально к фестивалю.
Участниками основной программы «Jazz May» 2014 стали главный джаз-оркестр страны — биг-бэнд им. Олега Лундстрема под управлением народного артиста России Бориса Фрумкина; квартет поющей тромбонистки Алевтины Поляковой, сотрудничающей с оркестром Игоря Бутмана; «МосГорТрио» Якова Окуня, всемирно известного российского пианиста. В качестве хедлайнера участие в фестивале принял выдающийся американский тенор-саксофонист Крейг Хенди, сыгравший роль Коулмена Хоукинса в фильме Роберта Олтмена «Канзас-Сити».
В 2014 году продолжила своё развитие концепция фестиваля как демократичного городского праздника. До сих пор на площадках open air выступали преимущественно пензенские группы. В 2014 году музыкальная программа на открытом воздухе дополнилась мощным блоком концертов московских и питерских коллективов, что расширило музыкальное пространство фестиваля, дало возможность прикоснуться к джазу значительно более широкой аудитории, наконец, обеспечило пензенским музыкантам возможность совместного выступления со звездами столичной сцены.
Программа площадки open air открывалась выступлением трех известных московских команд, основанных пензенскими джазменами. Во второй день коллективы Пензы продемонстрировали лучшее, что есть в пензенской импровизационной музыке. В заключительный день открытая площадка заполнилась элегантным и утонченным джазом Северной столицы. Хедлайнером третьего дня площадки open air стала популярная группа Non Cadenza, задающая планку современной околоджазовой эстрады и находящаяся в ротации многих отечественных радиостанций.
Нервом и кульминацией джаз-фестиваля традиционно является джем-сейшн — совместная импровизация участников, которые до момента выхода на сцену могли никогда не встречаться.
Официальная программа «Jazz May» 2015 познакомила пензенскую аудиторию с актуальными проектами современного российского джаза. В их числе фигурант джазовых еврочартов, фаворит российских джаз-фестивалей, московское трио Open Strings (Евгений Лебедев – рояль, Антон Ревнюк – бас, Игнат Кравцов – барабаны), выступающее совместно с классическим струнным квартетом «Премьера» (Пенза); квинтет Алексея Беккера, использующий джазовый инструментарий для интерпретации произведений Александра Скрябина и Сергея Прокофьева; наконец, совсем свежий проект «Звезды петербургского джаза», объединяющий музыкантов Северной столицы в музыкальном шоу с участием вокалистов Билли Новика (группа Billy's Band) и Юлии Михайловской.
Хедлайнерами фестиваля в 2015 году стали: флагманский проект российской джазовой сцены, квартет Игоря Бутмана (специальный гость — Полина Зизак, полуфиналистка первого сезона телепроекта «Голос»), а также Большой джазовый оркестр под управлением Петра Востокова, восстанавливающий звучание великих биг-бэндов по оригинальным партитурам начала XX века.
Ведущий концертов основной программы фестиваля – музыкальный критик, главный редактор журнала интернет-портала и одноименного журнала «ДЖАЗ.РУ» Кирилл Мошков.
Почетным гостем «Jazz May» 2015 стал патриарх советской джазовой фотографии, фотохудожник Александр Забрин с авторской выставкой и мастер-классом для пензенских фотографов.
В преддверии «Jazz May» 2015, на новой городской площадке – фонтанной площади города Спутник – впервые прошло открытое препати фестиваля с участием групп «RA-JAH!», «Квартал» и Optimystica Orchestra - лаунж-оркестра, состоящего из музыкантов рок-групп Tequilajazzz, «Аквариум», Сплин, Spitfire, ДДТ и др. (конферанс – Алекс Дубас, блог-поддержка – Илья «Zyalt» Варламов).
Официальная программа была дополнена серией бесплатных концертов на открытой площадке с участием молодых джазменов из Пензы, Москвы, Тулы, Нижнего Новгорода и других российских городов.
В «Jazz May Penza» 2016 на открытой фестивальной площадке приняли участие джазовые коллективы и исполнители Пензы и города-спутника Заречного, а также гости из Москвы, Санкт-Петербурга, Саратова, Нижнего Новгорода и др. Зарубежный джаз представили музыканты Италии, Израиля, США.
В апреле 2013 года впервые «Jazz May Penza» был представлен в рамках крупнейшего международного форума джазовой музыки «jazzahead!» в Бремене (Германия). Тогда знакомство состоялось в формате заочной презентации.
В 2016 году в рамках форума функционировал российский стенд «Russian Jazz Scene», организаторами которого выступили три основных участника. Это московский джаз-клуб «Эссе»; интернет-портал и одноименный журнал «ДЖАЗ.РУ» — русскоязычное издание о джазе; третьим соорганизатором стал пензенский джазовый фестиваль «Jazz May».

## Формат проведения и мероприятия
Концепция фестиваля заключается в том, чтобы:
- представить современные тренды джазовой музыки в исполнении лучших мировых музыкантов;
- поддержать начинающих исполнителей;
- привлечь внимание к джазовому искусству, используя современные форматы.

Мероприятия, проводимые в рамках фестиваля:
- выступления в концертных залах, open-air выступления, джем-сейшны;
- выставки джазовых фотографов;
- мастер-классы, лекции, круглые столы с участниками фестиваля.

Особенностью фестиваля является открытый оргкомитет, который из года в год становится катализатором фестивального движения.

## Участники
2011 год
- Ансамбль Птичье молоко (Пенза)
- Ансамбль Петра Андронова (Пенза)
- Ансамбль Джаз-круиз (руководитель А. Львов-Белов) (Пенза)
- Биг-бэнд п/у Валерия Дмитриева (Заречный)
- Ансамбль п/у Петра Востокова (Москва)
- Зоряна Фархутдинова и группа Tanslu (Москва)
- Алексей Колосов и группа Аура (Москва)
- Сергей Чипенко и группа Транс-Атлантик (Москва)
- Доминик Буковски (Польша)
- Гжегож Сыч (Польша)
- Fabio Constantino (Италия)

Ведущий фестиваля — Алексей Колосов (Москва).
2012 год
- Exclusive Jazz (Пенза)
- Перекрёсток (Пенза)
- МыSTEREO (Пенза)
- My Jazz Trio (Пенза)
- Ансамбль Джаз-круиз (руководитель А. Львов-Белов) (Пенза)
- Биг-бэнд п/у Валерия Дмитриева (Заречный)
- Сергей Бельгисов и группа Street Life (Саратов)
- Ансамбль п/у Евгения Сурменева (Саратов)
- Алексей Колосов и группа Аура (Москва)
- Квартет Вячеслава Ханова (Москва)
- Трио Ивана Фармаковского (Москва)
- Сергей Летов и группа Унесённые ветки (Москва)
- Юлиана Рогачева (Москва)
- Юлия Алимова (Москва)
- Екатерина Черноусова и группа «Комнаты» (Москва)
- Академик-бэнд п/у Анатолия Кролла (Москва)
- Трио Доминика Буковски (Польша)
- Folkmilch (Австрия)
- Майкл Лингтон (США)
- Кирилл Мошков (Москва)

Ведущие фестиваля — Алексей Колосов (Москва) и Владимир Фейертаг (С.- Петербург).
Официальные фотографы фестиваля — Гульнара Хаматова (Москва) и Павел Корбут (Москва).
2013 год
- Ансамбль Петра Андронова (Пенза)
- Ансамбль Солдаткиной песни (Пенза)
- Exclusive Jazz (Пенза)
- МыSTEREO (Пенза)
- Ансамбль Джаз-круиз (руководитель А. Львов-Белов) (Пенза)
- Биг-бэнд п/у Валерия Дмитриева (Заречный)
- Юлиана Рогачева (Москва)
- Квартет Анатолия Кролла «Мы из джаза» (Москва)
- Александр Титов (Екатеринбург)
- Виталий Владимиров (Екатеринбург)
- Асхат Сайфуллин
- Олег Янгуров и группа Funky House Band (Уфа)
- Квартет Rosario Giuliani (Италия)
- Richie Cole (США)
- Darrell Green (США)
- International Jazz May Band (группа из музыкантов — участников фестиваля)

Ведущий фестиваля — Дмитрий Кусков (Пенза).
Официальные фотографы фестиваля — Андрей Скоробогатов (Пенза), Борис Тишулин (Пенза).
2014 год
- Унесённые ветки (Москва)
- Живые люди (Москва)
- Cigar Hall (Москва)
- Ансамбль п/у Юрия Белоногова (экс-«Джаз-круиз») (Пенза)
- Бэнд на обочине (Пенза)
- МыSTEREO (Пенза)
- Chance (Пенза)
- Биг-бэнд колледжа культуры и искусств п/у Эдуарда Дмитриева (Заречный)
- Биг-бэнд п/у Валерия Дмитриева (Заречный)
- Квартет Алевтины Поляковой (Москва)
- Оркестр им. Олега Лундстрема (Москва)
- Анна Бутурлина (Москва)
- Перекресток (Пенза)
- Olesya Yalunina Band (Санкт-Петербург)
- Non Cadenza (Санкт-Петербург)
- МосГорТрио (Москва)
- Craig Handy (США)

Ведущий фестиваля — Дмитрий Кусков (Пенза).
2015 год
- московское трио Open Strings (Евгений Лебедев – рояль, Антон Ревнюк – бас, Игнат Кравцов – барабаны)
- классический струнный квартет «Премьера» (Пенза)
- квинтет Алексея Беккера
- проект «Звезды Петербургского Джаза» с участием вокалистов Билли Новика (группа Billy's Band) и Юлии Михайловской (Санкт-Петербург)
- квартет Игоря Бутмана (Москва)
- Полина Зизак, полуфиналистка первого сезона телепроекта «Голос» (Москва)
- Большой Джазовый Оркестр под управлением Петра Востокова (Москва)
- группа «RA-JAH!»
- группа «Квартал» (Москва)
- Optimystica Orchestra (Москва)

Ведущий фестиваля — Кирилл Мошков (Москва).
2016 год
- Квартет Эмануэле Чизи, саксофон (Италия)
- Квартет Виталия Головнева, труба (США)
- Шэнел Джонс, вокал (США)
- Джазовый оркестр Биг-Бэнд "Саранск" п/у Александра Курина (Саранск)
- Трио народного артиста России Даниила Крамера фортепиано (Москва)
- "Экспресс-бэнд" п/у Юрия Белоногова (Пенза)
- Квартет Роберта Анчиполовского саксофон (Израиль)
- Ксения Пархатская, звезда международного джаз-данса, вокал (Санкт-Петербург - Израиль)

Ведущий фестиваля — Жорж Сергеев (Москва).

## Номинации и награды
В 2012 году фестиваль был выдвинут на национальную премию Russian Event Awards 2012 (премия в области событийного туризма) и стал лауреатом в номинации «Лучший проект в области культуры».
В 2016 году в рамках форума функционировал российский стенд «Russian Jazz Scene», организаторами которого выступили три основных участника. Это известный московский джаз-клуб «Эссе» — самая авторитетная джазовая площадка столицы; интернет-портал и одноименный журнал «ДЖАЗ.РУ» — крупнейшее русскоязычное издание о джазе; третьим соорганизатором стал пензенский джазовый фестиваль. Форум  «jazzahead!» (недоступная ссылка) проходил с 21 по 24 апреля 2016.

## Конфликт из-за прав собственности
В начале 2013 г. при подготовке к очередному фестивалю возник конфликт между некоторыми членами оргкомитета фестиваля, коснувшийся прав интеллектуальной собственности, в частности, на бренд «Jazz May». В СМИ даже появилось заявление о возможности проведения двух альтернативных фестивалей. В итоге фестиваль прошел один, однако главному организатору (Пензенской областной филармонии) пришлось сменить его основной логотип.
В итоге справедливость восторжествовала. Фестиваль принадлежит городу Пензе. ГАУК «Пензаконцерт» стал правообладателем товарного знака Jazz May Penza